# (23418) 1979 QM3
(23418) 1979 QM3 est un astéroïde de la ceinture principale d'astéroïdes découvert en 1979.

## Description
(23418) 1979 QM3 a été découvert le 22 août 1979 à l'observatoire de La Silla, au Chili, par Claes-Ingvar Lagerkvist.

### Caractéristiques orbitales
L'orbite de cet astéroïde est caractérisée par un demi-grand axe de 2,23 UA, un périhélie de 1,95 UA, une excentricité de 0,12 et une inclinaison de 5,27° par rapport à l'écliptique. Du fait de ces caractéristiques, à savoir un demi-grand axe compris entre 2 et 3,2 UA et un périhélie supérieur à 1,666 UA, il est classé, selon la JPL Small-Body Database, comme objet de la ceinture principale d'astéroïdes.

### Caractéristiques physiques
(23418) 1979 QM3 a une magnitude absolue (H) de 15,9 et un albédo estimé à 0,343.